# Ngerebelas
Ngerebelas (auch: Caraparasu To, Carapellas, Ngarapalas) ist eine winzige Insel im Kayangel-Atoll, welche im Norden des pazifischen Inselstaats Palau liegt, ca. 60 km nördlich der Hauptstadt Melekeok. 

## Geographie
Die flache Insel bildet zusammen mit dem benachbarten, noch kleineren Orak die Südspitze des Kayangel-Atolls. Nach Süden ist das Atoll durch die Ngcheangel Passage (Kekerel Euchel) vom Ngkesol-Riff getrennt.
Verwaltungstechnisch gehört die Insel zum palauischen Staat Kayangel.